# De Dion-Bouton Type CR
Der De Dion-Bouton Type CR ist ein Pkw-Modell aus den 1910er Jahren. Hersteller war De Dion-Bouton aus Frankreich.

## Beschreibung
Die Zulassung durch die nationale Zulassungsbehörde erfolgte am 17. November 1910. Als erstes Modell dieser Hubraumgröße gab es keinen Vorgänger.
Der Vierzylindermotor hat 66 mm Bohrung, 120 mm Hub und 1642 cm³ Hubraum. Er war damals in Frankreich mit 10 Cheval fiscal (Steuer-PS) eingestuft. Er ist vorne im Fahrgestell montiert und treibt über ein Dreiganggetriebe und eine Kardanwelle die Hinterräder an. Der Wasserkühler ist direkt vor dem Motor hinter einem deutlich sichtbaren Kühlergrill.
Die Basis bildet ein Pressstahlrahmen. Der Radstand beträgt wahlweise 2670 mm oder 2920 mm und die Spurweite 1280 mm.
Bekannt sind Aufbauten als Phaeton.
Das Modell wurde neun Monate lang produziert. Nachfolger wurde der Type DH, der am 22. August 1911 seine Zulassung erhielt.